# Đồ thị chu trình

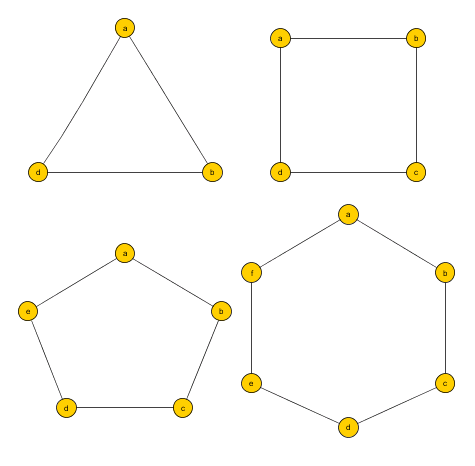
Các đồ thị chu trình {\displaystyle C_{3},C_{4},C_{5},C_{6}}.

Trong lý thuyết đồ thị, đồ thị chu trình (tiếng Anh: Cycle graph) chính là chu trình đơn. Nó có hình dạng của đa giác. Đồ thị chu trình có n đỉnh được ký hiệu là {\displaystyle C_{n}}.
Các đỉnh của đồ thị chu trình đều có bậc bằng 2.